# Петрова, Евгения Николаевна
Евге́ния Никола́евна Петро́ва (р. 13 февраля 1946, Ленинград, СССР) — советский и российский музейный работник, искусствовед, куратор. Специалист по русскому искусству. Главный эксперт Государственного Русского музея по научно-издательской деятельности. Заслуженный деятель искусств Российской Федерации (1996).

## Биография
Евгения Петрова родилась 13 февраля 1946 года в Ленинграде.
В 1971 году окончила Ленинградский государственный университет по специальности «искусствовед».
С 1966 года работает в Государственном Русском музее. В 1986—2023 гг. — заместитель директора по научной работе, с 2023 г. — главный эксперт Русского музея по научно-издательской деятельности.
Соавтор (с В.А. Гусевым) генерального путеводителя по Русскому музею (1996).
Кандидат искусствоведения (диссертация на тему «Актуальные вопросы истории русского рисунка первой четверти XIX века» (1979).
Автор и идеолог многих выставок Русского музея, в том числе выставок «Агитация за счастье» (Советское искусство 1930—1950-х годов), «Русские монастыри. Искусство и традиции», «Красный цвет в русском искусстве», «Романтизм в России», «Музыка цвета. Ритм и пространство. Кандинский и его современники. 1900—1920-е», «Символизм в России», «Игра и страсть», «Мир искусства», «Русский футуризм и Давид Бурлюк», «Импрессионизм в России», «К. Малевич в Русском музее», «В круге Малевича», «Малевич: до и после квадрата», «Иисус Христос в христианском искусстве и культуре XIV—XX вв.», «Сказка в России», «Портрет в России. XX век», «Абстракция в России. XX век», «Санкт-Петербург. Портрет города и горожан», «Русский Париж», «Бубновый валет», «Религиозный Петербург», «Дорога в русском искусстве», «Рисунок и акварель в русском искусстве», «Марк Шагал» и др.
Автор более 200 научных работ по русскому искусству. Диапазон научных интересов — от русской живописи XIX века до русского авангарда и народного искусства.

## Участие в творческих и общественных организациях
- Член-корреспондент Российской академии художеств (отделение искусствознания и художественной критики)[2]
- Член Санкт-Петербургского отделения Союза художников России[1]
- Член Международного совета музеев (ИКОМ)[1]

## Награды и звания
- Заслуженный деятель искусств Российской Федерации (1996)[1]
- Нагрудный знак «За достижения в культуре» (1998)[1]
- Благодарность Президента Российской Федерации (1998)[1]
- Благодарность Министерства культуры России (1999, 2002)[1]
- Орден Дружбы (2001)[1]
- Медаль «В память 300-летия Санкт-Петербурга» (2004)[1]
- Орден за заслуги (Франция, 2005)[1]
- Офицер ордена «За заслуги перед Итальянской Республикой» (27 декабря 2006 года, Италия)[3]
- Благодарность Министра культуры и массовых коммуникаций Российской Федерации (7 февраля 2006 года) — за  многолетний добросовестный труд, личный вклад в достижения национальной художественной культуры[4].
- Нагрудный знак РФ «За вклад в российскую культуру» (2021, Министерство культуры Российской Федерации)[5].
- Благодарность Законодательного Собрания Санкт-Петербурга (22 марта 2006 года) — за существенный личный вклад в развитие и сохранение истории и культуры в Санкт-Петербурге, многолетнюю успешную профессиональную деятельность и в связи с 60-летием со дня рождения[6].